# Samsø

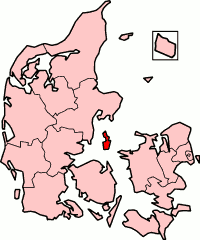
Vị trí đảo Samsø trên bản đồ Đan Mạch

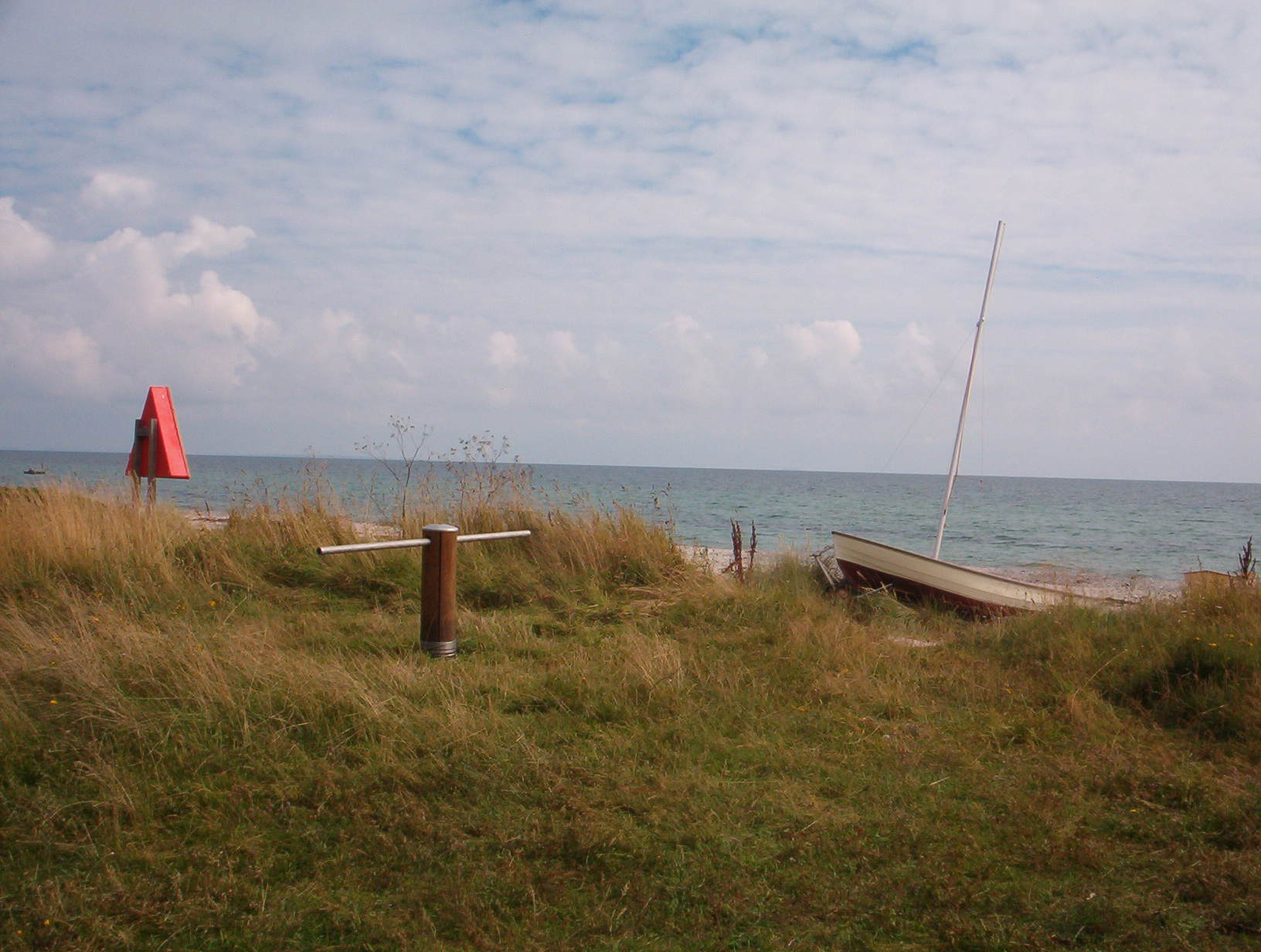
Samsø

Samsø là 1 đảo của Đan Mạch trong vùng nước Kattegat cách bán đảo Jutland 15 km về phía đông. Đảo có diện tích 114 km² với số dân 4.124 người (năm 2006), cư ngụ trong 22 làng, trong đó Tranebjerg là lớn nhất. Đảo chia thành 2 khu vực: Bắc Samsø, với làng lớn nhất là Nordby và Nam Samsø với Tranebjerg, Kolby Kås và Ballen, nối với nhau bằng dải đất hẹp. Về hành chính Samsø cùng với vài đảo nhỏ tạo thành thị xã Samsø, trực thuộc Vùng Trung Jutland (Region Midtjylland). Samsø có giống khoai tây nổi tiếng không những ở Đan Mạch, mà còn được người Pháp, Ireland vv... ưa chuộng.

## Lịch sử
Trong thời đại Viking người ta đã đào kênh Kanhave ngang qua đảo, dùng làm căn cứ hải quân bảo vệ thành phố Aarhus trên bán đảo Jutland. Trên bờ phía tây có 1 suối thiêng là suối Ilse Made.
Thời trung cổ Samsø có 3 lâu pháo đài: 1 ở Vesborg Fyr hiện giờ, 1 ở làng Tranebjerg hiện nay và 1 ở Hjortholm trên Vịnh hẹp Stavn. Hiện nay lâu pháo đài ở Hjortholm không còn vết tích. Lâu pháo đài ở Tranebjerg bị Marsk Stig phá hủy, còn tường ở lâu pháo đài Vesborg đã bị đổ xuống biển vào cuối thế kỷ 19.
Ngày 16.6.1676 vua Christian V đã tặng đảo Samsø cho tình nhân Sophie Amalie Moth và ngày 31.12.1677 nhà vua phong cho nàng chức nữ bá tước Samsø.
Trong cuộc hải chiến giữa Đan Mạch và Anh từ 1801 tới 1814, lối vào cảng Langøre ở Vịnh hẹp Stavn được tăng cường phòng thủ với các súng đại bác đặt ở Vỉa Besser, ở Kyholm và Lilleøre, không cho hải quân Anh lập căn cứ ở đây. Ngày nay vẫn còn các bờ lũy công sự bao bọc vị trí đặt đại bác hồi xưa. Từ 1830 tới 1857 có trạm ly cách dịch ở Kyholm để cách ly các người bệnh từ tàu đến.

## Giao thông
Có tuyến tàu phà từ Hov trên bán đảo Jutland tới Sælvig và từ Kalundborg đảo Zealand tới Kolby Kås. Đảo cũng có 1 sân bay nhỏ. Ngoài ra còn 3 Cảng Ballen, Mårup và Langør cho tàu cập bến. Trên đảo có tuyến xe bus số 131, từ Kolby Kås ở phía nam tới Nordby ở phía bắc qua các làng trên đảo và các bến tàu phà.

## Đảo trung tính các-bon
Do đảo không có nguồn năng lượng thông thường của riêng mình nên năm 1997 đảo đã chiếm được 1 dự án thử nghiệm 10 năm xem liệu trên thực tế, có thể chỉ sử dụng thuần năng lượng tái tạo (renewable energy) không ?
Năm 2000 đảo có 11 tua-bin 1 megawatt biến sức gió từ các cánh quạt trên đảo thành năng lượng để sử dụng. Năm 2003 đặt thêm 10 tuabin 2,3 megewats lấy sức gió từ các cánh quạt ngoài khơi nên đảo tự túc được năng lượng. Đôi khi còn dư để cung cấp cho đất liền.. Ngoài ra đảo cũng dùng rơm rạ đốt trong 1 lò trung tâm và sử dụng năng lượng mặt trời để cung cấp nhiệt sưởi ấm cho dân. Từ năm 1998 Samsø trở thành đảo sử dụng 100% năng lượng tái tạo từ sức gió và 75% nhiệt sưởi ấm từ năng lượng mặt trời và năng lượng sinh thái (biomass)...
Ngày nay 1 Viện Năng lượng được mở tại Ballen.
Do việc sử dụng rộng rãi năng lượng gió và năng lượng tái tạo khác, đảo được coi là nơi không có khí các-bon (carbon-neutral) lớn nhất hành tinh.